# Cruz (capoeira)
 (juin 2021).
Pour les articles homonymes, voir Cruz.
La cruz (croix, en portugais) est une technique de capoeira qui consiste à attraper le coup de pied de son adversaire pour le faire tomber. Il faut bloquer la jambe de l'adversaire, alors qu'elle était levée, sur sa propre épaule et maintenir son buste à distance avec son autre bras tendu pour éviter qu'il ne se penche en avant pour frapper ou s'agripper. On le pousse alors vers l'arrière ou vers le haut pour le faire tomber.
Ce mouvement est appelé « cruz » car à l'origine on le faisait en écartant les bras en croix (dans la même position que le Cristo Redentor).